# Municipi de Læsø
El municipi de Læsø és un municipi danès que va ser creat l'1 de gener del 2007 com a part de la Reforma Municipal Danesa, tot i no va ser afectat per aquesta reforma. El municipi forma part de la Regió de Nordjylland, el seu territori correspon a l'illa de Læsø i algunes altres més petites i adjacents com la de Homfiskrøn.
La ciutat més important i capital del municipi és Byrum (463 habitants el 2008). Les altres poblacions són:
- Østerby
- Østerby Havn
- Vesterø Havn
- Vesterø Mejeriby

L'illa de Læsø és la més gran de l'estret de Kattegat, és a uns 19 km de la península de Jutlàndia, el municipi veí és el de Frederikshavn, aquesta zona entre l'illa i la península rep el nom de Læsø rende. Hi ha un servei de transbordador que connecta la ciutat de Frederikshavn amb Vesterø Havn.

## Consell municipal
Resultats de les eleccions del 18 de novembre del 2009:
| Partit                  | vots | % vots |
| ----------------------- | ---- | ------ |
| Socialdemokratiet       | 304  | 22,8   |
| Læsø Fremtid            | 86   | 6,5    |
| Socialistisk Folkeparti | 177  | 13,3   |
| Læsø Borgerliste        | 115  | 8,6    |
| Læsø Listen             | 350  | 26,3   |
| Dansk Folkeparti        | 77   | 5,8    |
| Venstre                 | 222  | 16,7   |

### Alcaldes
| Alcalde                | Període               | Partit  |
| ---------------------- | --------------------- | ------- |
| Olav Juul Gaarn Larsen | 1-1-2007 a 31-12-2009 | Venstre |
|                        | 1-1-2010 a 31-12-2013 |         |